# Manu (hindoeïsme)

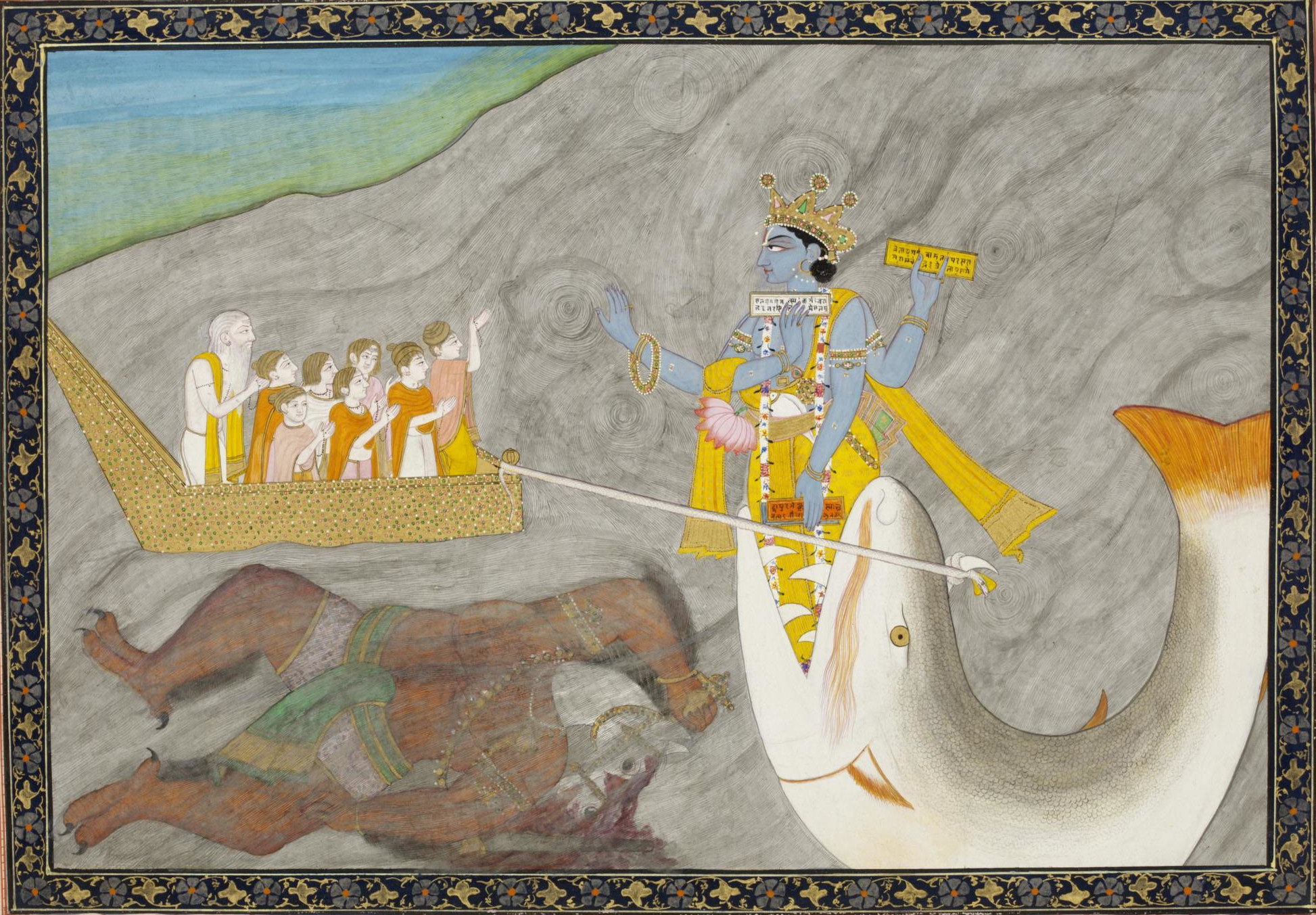
Matsya, de avatara van Vishnu trekt de boot van Manu, 1870

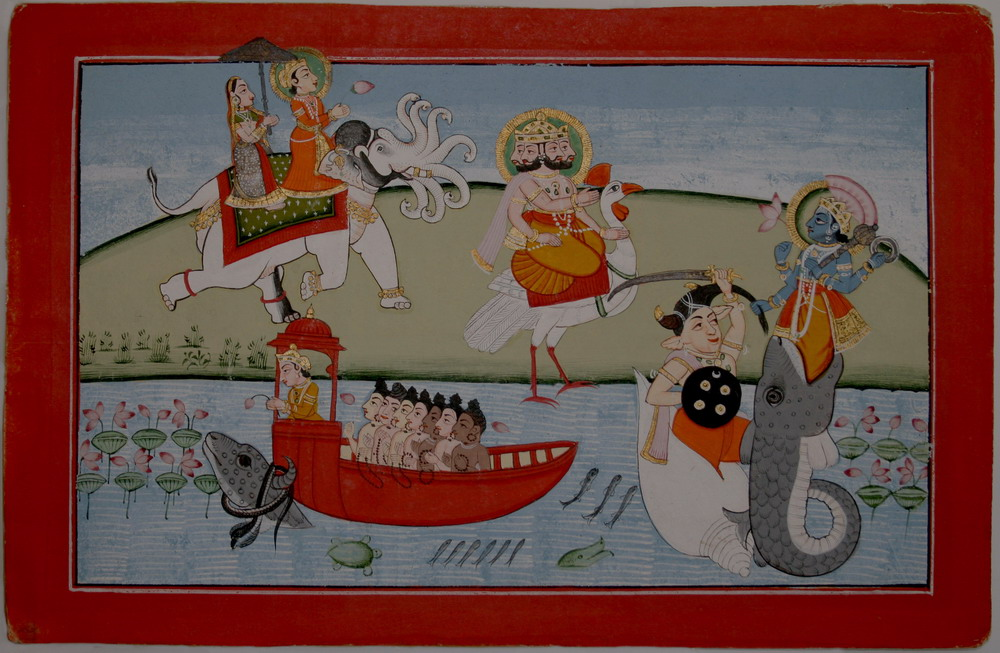
Matsya en Manu, 1840

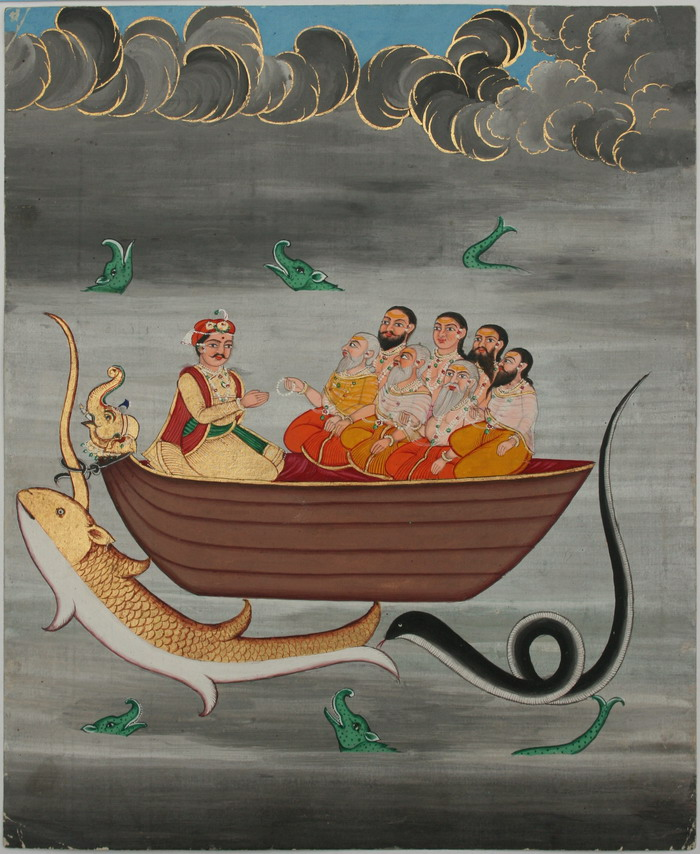
Afbeelding uit 1890

De Manu's (Sanskriet: मनु, manu, mens of mensheid) zijn in het hindoeïsme de stamvaders van de mensheid. Er zijn volgens de mythologie veertien Manu's, die veertien manvantara's (perioden tussen twee Manu's in) leiden. Veertien manvantara's vormen een kalpa. De huidige periode zou die van de zevende Manu, Sraddhadeva (of Satyavrata) of Vaivasvat (zoon van Vivasvan) zijn. Vivasvan is Surya, de zon.
Na de cyclische vernietiging van de wereld aan het einde van een kalpa (eon) zou een Manu de wereld telkens opnieuw bevolkt hebben. De laatste Manu was Sraddhadeva Manu (Vaivasvata Manu), die door de god Vishnu opgedragen werd een boot te bouwen. Vishnu verscheen aan Manu in de vorm van de vis Matsya. Nadat een grote vloed al het land onder water zette, leidde de vis Manu in zijn boot naar een berg, vanwaar hij kon beginnen de wereld opnieuw op te bouwen. De oudste vorm van dit verhaal komt uit de Shatapatha-Brahmana, een commentaar op de Veda's. Later zouden de afstammelingen van Sraddhadeva Manu over de mythologische koninkrijken van het noorden van India regeren. De belangrijkste waren de Suryavamshadynastie, afstammelingen van Manu's zoon Ikshvaku, en de Chandravamshadynastie, afstammelingen van Manu's dochter Ila.
De Manusmriti ofwel het Wetboek van Manu werd toegeschreven aan de eerste Manu, Svayambhuva. Deze zou de wetten van Brahma zelf hebben ontvangen. Het was bij smrti's gebruikelijk dat deze werden toegeschreven aan belangrijke personen uit het mythische verleden, iets wat ook al bij enkele Dharmasoetra's het geval was. Deze vorm verleende de teksten een gezag (pramana).

## Veertien Manu's
1. Swayambhuva Manu
2. Swarochisha Manu
3. Uttama Manu
4. Tapasa/Tamasa Manu
5. Raivata Manu
6. Chakshusha Manu
7. Vaivasvata Manu
8. Savarni Manu
9. Daksha Savarni Manu
10. Brahma Savarni Manu
11. Dharma Savarni Manu
12. Rudra Savarni Manu
13. Raucya of Deva Savarni Manu
14. Indra Savarni Manu

## Eerste mensen
De eerste Manu, Svayambhu Manu, werd geschapen door de god Brahma, de schepper van de taal met haar klanken en klinkers en alles wat wij hedendaags gebruiken aan cultuur, tot de medische wetenschap en architectuur toe. Al deze takken van kennis worden samen de Upapurana genoemd.
Svayambhuva Manu was de eerst geschapen man en zijn vrouw heette Satarupa. Dit zal voor de Westerse wereld klinken als Adam en Eva.

## De grote vloed
De laatste Manu was Sraddhadeva (Vaivasvata) Manu; zijn betovergrootvader was Marichi. Op een dag waste Sraddhadeva Manu zijn handen en ving daarbij per ongeluk een klein visje. Het visje heette Matsya en was een avatar van de god Vishnu. Het visje sprak Sraddhadeva Manu aan en zei: "voed mij op, later zal ik je leven redden". Het was namelijk bang door de grotere vissen verorberd te worden. Sraddhadeva Manu bracht het visje groot, eerst in een pot, daarna in een poel en ten slotte in de zee.
Op een dag waarschuwde de - inmiddels grote - vis Sraddhadeva Manu dat er een grote vloed ophanden was en dat hij een boot moest bouwen. En inderdaad begonnen de wateren te rijzen op de tijd die de vis aangegeven had. Sraddhadeva Manu ging aan boord en maakte het schip vast aan de hoorn (of vin) van de vis die hem naar de bergen in het noorden toe trok. Daar kon Sraddhadeva Manu aan land gaan en maakte er zijn schip aan een boom op de berghelling vast. Toen de wateren, die alle andere mensen en zelfs de drie hemelen (lees als drie dimensies) verzwolgen hadden, eenmaal gedaald waren, daalde hij van de berg af, die daarom Manoravataranam ofwel Manu's afdaling genoemd wordt.
Deze mythe vertoont grote overeenkomst met het Bijbelse zondvloedverhaal. Sraddhadeva Manu speelt de rol van Noach. De oudste gevonden geschreven versie van de mythe is echter het verhaal van Gilgamesj uit Mesopotamië, waar het Bijbelverhaal waarschijnlijk uit is afgeleid. Mogelijk werd het verhaal al ten tijde van de Indusbeschaving (2300 - 1900 v.Chr.) door handelaren met Mesopotamië naar India meegenomen of vanuit Iran naar India werd gebracht.
Er zijn verschillen met het Bijbelverhaal. Vermeende menselijke verdorvenheid en de redding van alle diersoorten speelden in beide verhalen een belangrijke rol, echter verzamelde Sraddhadeva Manu niet van elk dier een paar, maar was hem opdracht gegeven om de zeven rishi's (zeven wijzen) mee te nemen. Zij beschikten over de kennis om weer nieuw leven te scheppen.

## Uithuwelijking van Devahuti
Swayambhuva Manu ging met een van zijn negen dochters, namelijk Devahuti, en zijn vrouw op reis over de hele aarde.
Op een dag bereikten ze een kluizenaarshut, zoals Vishnu aan Kardama Muni had voorspeld. Hier vroeg Svayambhuva Manu of de kluizenaar Kardama Muni wilde trouwen met zijn dochter Devahuti. Kardama Muni was de leider der brahmanen, die door Vishnu was aangewezen als de juiste man voor Devahuti. Kardama Muni stelde als voorwaarde dat het kuise meisje zijn zaad in haar lichaam zou dragen.
Kardama Muni trouwde met haar volgens een Vedisch gebruik. Door het trouwen op basis van dit Vedisch gebruik kon Kardama Muni zijn leven wijden aan toegewijde dienst, naar het voorbeeld van de meest volmaakte mensen. Dat pad is vrij van afgunst. Svayambhuva Manu was heel gelukkig dat zijn dochter een echtgenoot had, maar vond het vreselijk om afscheid van haar te moeten nemen. Toch ging hij met zijn vrouw terug naar huis.
Het verhaal gaat over de plicht voor nakomelingen ("manu's") te zorgen. Het woord "manu" wordt hier gebruikt voor "mens" - meer mensen op de wereld zetten dus. Tot op de dag van vandaag wordt er in de wereld nog altijd gebruikgemaakt van de benaming manu's als er sprake is van de mensheid.

## Jaïnisme
Volgens het Jaïnisme werden de 24 tirthankara's voorafgegaan door 'kulankara's', die wel met Manu's zijn geïdentificeerd. In ieder geval heette de overgrootvader van Rishabha, de eerste tirthankara, Adimanu, ofwel 'Eerste Manu'.
Rishabha zou meer dan 6,5 miljoen jaar geleden hebben geleefd.

## Theosofie
In de leer van de theosofie staat een Manu voor een collectieve mensheid en niet voor een mens. Er bestaan twee Manu's voor elk van zeven Ronden, een wortel-Manu en een zaad-Manu, dus totaal veertien Manu's.

## Niet te verwarren met
- Mani